# Maria Ercolano
Pour les articles homonymes, voir Ercolano (homonymie).
 (avril 2010).
Maria Ercolano est une soprano italienne.

## Biographie
En 1996, elle sort diplômée du Conservatoire San Pietro a Majella de Naples et étudie le chant baroque au Centre de Musique Ancienne de la Capella della Pietà dei Turchini, placé sous la direction du chef d'orchestre Antonio Florio.
Elle est primée au Concours Cascinalirica en 1998, et lors du Prix International pour chanteurs lyriques de la ville de Rome (rôle de Nedda dans l’opéra I Pagliacci de R. Leoncavallo). Elle prend part en 1999 à l’Académie Rossiniana tenue par A. Zedda. Elle participe également au Capitan Spavento de Malipiero, sous la direction d'Andrea Molino à Palerme, à l’opéra Li Zite n’galera (Les Fiancés en galère) de Vinci donné à Barcelone et à Paris (enregistrement fait par Opus 111) puis repris à Montpellier.
Elle chante dans l’opéra Le Finte Gemelle  de Niccolo Piccini, durant le Festival de l’Opéra Bouffe de Naples.
En 1997, elle commence une collaboration avec R. De Simone dans des œuvres comme le Concerto pour les Femmes de Kaboul ou le Concerto à la mémoire de Giulia De Caro.
Maria Ercolano continue de participer à des enregistrements, et se produit dans des concerts avec la Capella della Pietà dei Turchini,.
En juillet 2008, elle participe à la création mondiale de l'opéra La Salustia (it) de Pergolèse à Montpellier (rôle-titre).